# Superstition
Superstition – amerykański serial (dramat fantasy) wyprodukowany przez Nomadic Pictures, którego twórcą jest Mario Van Peebles. Serial był emitowany od 20 października 2017 roku do 18 stycznia 2018 roku przez SyFy.

## Fabuła
Serial opowiada o rodzinie Hastingsów, właścicieli domu pogrzebowego i cmentarza w miasteczku La Rochelle. Świadczą oni dodatkowe usługi związane z opieką pozagrobową zmarłych ludzi, którzy zostali zabici przez demoniczne Infernals.

## Obsada

### Główna
- Mario Van Peebles jako Isaac Hastings
- Robinne Lee jako Bea Hastings[2]
- Brad James[2]
- W. Earl Brown jako The Dredge[2]
- Demetria McKinney jako May Westbrook[2]
- Diamond Dallas Page[2]
- Morgana Van Peebles jako Garvey[2]
- T.C. Carter jako Russ[2]
- Tatiana Lia Zappardino jako Tilly[2]

## Odcinki
| Sezon | Odcinki | Oryginalna emisja w SyFy | Oryginalna emisja w SyFy |
| Sezon | Odcinki | Premiera sezonu          | Finał sezonu             |
| ----- | ------- | ------------------------ | ------------------------ |
| 1     | 12      | 20 października 2017     | 18 stycznia 2018         |

### Sezon 1 (2017)
| Nr | Tytuł                     | Reżyseria         | Scenariusz                                | Premiera w SyFy      |
| -- | ------------------------- | ----------------- | ----------------------------------------- | -------------------- |
| 1  | Pilot                     | Mario Van Peebles | Joel Anderson Thompson, Mario Van Peebles | 20 października 2017 |
| 2  | The Dredge                | Mario Van Peebles | Laurence Andries                          | 27 października 2017 |
| 3  | Half Truths & Half Breeds | Mario Van Peebles | Brusta Brown, John Mitchell Todd          | 3 listopada 2017     |
| 4  | Through the Looking Glass | Mario Van Peebles | Robert Campagna                           | 10 listopada 2017    |
| 5  | Tangled Web               | John Harrison     | Christopher Hollier                       | 17 listopada 2017    |
| 6  | Dr. Dredge, MD            | Mario Van Peebles | Mario Van Peebles                         | 1 grudnia 2017       |
| 7  | Echoes of My Mind         | Mario Van Peebles | Andrea Thorton                            | 14 grudnia 2017      |
| 8  | You're Not My Momma       |                   |                                           | 21 grudnia 2017      |
| 9  | Uncle Bubba               | Mario Van Peebles | Christopher Hollier                       | 28 grudnia 2017      |
| 10 | Green-on-Blue             | Laurence Andries  | Laurence Andries                          | 4 stycznia 2018      |
| 11 | Back to One               | John Harrison     | Laurence Andries                          | 11 stycznia 2018     |
| 12 | Resurrection              | Mario Van Peebles | Joel Anderson Thompson                    | 18 stycznia 2018     |

## Produkcja
6 grudnia 2016 roku, stacja SyFy zamówiła pierwszy sezon serialu.
Na początku sierpnia 2017 roku, poinformowano, że do obsady dołączyli: Robinne Lee, W. Earl Brown, Demetria McKinney, Diamond Dallas Page, Morgana Van Peebles, T.C. Carter i Tatiana Lia Zappardino.